# International Journal of Innovation and Applied Studies
International Journal of Innovation and Applied Studies (IJIAS) es una revista internacional multidisciplinaria basada en la técnica de revisión por pares y que publica artículos originales  que cubren una amplia gama de temas relacionados con la ingeniería, la ciencia y la tecnología. IJIAS es una revista de acceso abierto que publica trabajos presentados en inglés, pero también en francés, español y árabe. Se publica cuatro veces al año.

## Finalidades y ámbito
Se publica cuatro veces al año. La revista tiene como objetivo dar su contribución para la mejora de los estudios de investigación, ser un foro reconocido y atraer a autores y al público tanto de las comunidades académicas como las industriales interesadas en las actividades de investigación del estado de la técnica de la innovación y la ciencia aplicada.

## Temas del IJIAS
Los temas apropiados para el IJIAS incluyen pero no se limitan a:
- Ciencias Agrícolas y Biológicas
- Artes y Humanidades
- Bioquímica
- Genética y Biología Molecular
- Negocios
- Administración y Contabilidad
- Química
- Ciencias de la Computación
- Ciencias de la Decisión
- Odontología
- Ciencias Terrestres y Planetarias
- Economía
- Econometría y Finanzas
- Energía
- Ingeniería
- Ciencias Ambientales
- Profesiones de la Salud
- Inmunología y Microbiología
- Ciencias de los Materiales
- Matemáticas
- Medicina
- Neurociencias
- Enfermería
- Farmacología
- Toxicología y Farmacia
- Física y Astronomía
- Psicología
- Ciencias Sociales
- Veterinaria

## Proceso de revisión
Todos los artículos de investigación, artículos de revisión, comunicaciones breves y notas técnicas son previamente revisados por el editor, y si procede, se les hace una revisión ciega por pares. El editor pide la opinión de los tres jueces que son expertos en el campo pertinente de la investigación. Hay tres árbitros para cada trabajo presentado, y son requeridos un mínimo de dos revisiones relacionadas con el tema.